# パンドラ (テレビドラマ)
『パンドラ』は、WOWOWにて2008年から放送されているテレビドラマシリーズ。「連続ドラマW」枠にて連続ドラマ4作品が、「ドラマWスペシャル」枠にてスペシャルドラマ1作品が放送された。諸分野において革新的な発明により「パンドラの箱」を開けた人々の運命を描いた社会派ドラマシリーズで、脚本は井上由美子。
「がんの特効薬」をテーマとした第1シリーズ『パンドラ』が2008年に、「遺伝子組み換え作物」をテーマとした第2シリーズ『パンドラII 飢餓列島』（パンドラツー きがれっとう）が2010年に、「自殺防止治療法」をテーマとした第3シリーズ『パンドラIII 革命前夜』（パンドラスリー かくめいぜんや）が2011年に、「クローン技術」をテーマとしたスペシャルドラマ『パンドラ〜永遠の命〜』（パンドラ えいえんのいのち）が2014年に、「AI（人工知能）」をテーマとした第4シリーズ『パンドラIV AI戦争』（パンドラフォー エーアイせんそう）が2018年に放送された。

## パンドラ
『パンドラ』は、WOWOWのドラマW枠で2008年4月6日から5月25日まで放送された「連続ドラマW」第1作目のテレビドラマ。全8話。東京ドラマアウォード2008・グランプリ受賞作品（連続ドラマ部門）。

### 製作
WOWOWでは2003年から不定期に、オリジナルドラマシリーズ『ドラマW』を制作・放送してきた。有料放送であるがためにレベルの高いドラマが完成し、2008年3月までに36本が放送された。そこでWOWOWは、2008年4月から連続ドラマ枠を新設。第1作として選ばれたのがこの作品である。
製作に当たっては、地上波のドラマよりも海外ドラマを意識して作られている。そのためか骨太な内容で、医師・刑事の二視点から見せており、ミステリ・サスペンス的な要素も感じさせる作品となっている。
キャストは、ほぼ全員が三上博史や柳葉敏郎（この2人は『君の瞳をタイホする!』以来、約20年ぶりの共演）をはじめとした実力派のベテラン俳優であり、脚本は『白い巨塔』や『14才の母』『GOOD LUCK!!』など、民放の人気ドラマを作り出している人気脚本家井上由美子による書き下ろし作品。
全8話というのは民放の連続ドラマに比べれば少なめだが、放送時間60分（正確には58分）の間、CMを挿まないため、実質は民放の連続ドラマのおよそ10話分の時間量に相当する。

### あらすじ（第1作）
港東大学病院内科医の鈴木は、同僚や家族からも見放されながらも18年間もの研究のすえ、どんながんでも完全に死滅させるがんの特効薬を発見する。全く相手にされずたった一人で研究を続けてきたが、特効薬が完成した途端に周りからの目が変わる。
しかし、その特効薬は画期的な大発明であったものの、単純に世界の役に立つものではなかった。
“パンドラの箱”の最後に残ったものは、希望か絶望のどちらかという説がある。その箱の名を冠する特効薬『パンドラ』からは、様々な「厄介」がもたらされる。
もし、特効薬が実現すれば、日本人の3人に一人が死ぬ癌を撲滅できることになり、発明者には歴史に残る名誉が、製薬会社には莫大な利益が約束される。その半面で、平均寿命が延びて高齢化社会に拍車がかかり、年金制度・医療制度などあらゆる社会制度の改変が迫られることになるのだ。
治験が認められなかった鈴木は、水野愛美という癌患者の少女に、一縷の望みを託して独自に治験を行い、癌細胞の完全死滅を確認する。しかし、愛美は援助交際や美人局などを行い、警察から殺人などで追われていた。

### キャスト（第1作）
- 鈴木秀樹 - 三上博史

港東大学病院内科医。癌の特効薬の開発に執念を燃やしている。
- 的場真一 - 柳葉敏郎

水野愛美を殺人事件の容疑者として追う刑事。中国人の妻を持ったために、出世コースから外れ、同僚からうとまれている。
- 飯田小夜子 - 小西真奈美

鈴木の同僚。癌の特効薬について知り、鈴木を協力するのを装いながら、発明データを盗む。
- 水野愛美 - 谷村美月

癌の特効薬のために、鈴木により非合法の治験を行われた第一号の患者。
- 大田黒茂行 - 國村隼

港東大学病院の教授。教授の立場を利用して、鈴木の開発した特効薬を、自分の研究室のものとしようとする。
- 緑川富士夫 - 山本圭

鈴木のかつての恩師であり、元教授。現在は独立して開業している。
- 朋田省吾 - 平田満

非合法の治験を行った病院の理事長。50歳になるが、権力者である父に逆らえない。
- 朋田勝之助 - 織本順吉

製薬会社の会長。省吾の父であるが、息子を虫けらのように扱っている。
- 沼部義広 - 相島一之
- 門脇ちか - 上原美佐
- 森村静夫 - 田窪一世
- 太刀川春夫（毎朝新聞記者）- 山本耕史
- 深見甚一郎（厚生労働相） - 小野武彦
- 桂ひとみ - 吉瀬美智子
- 渡瀬マモル - 山根和馬
- 竹下刑事 - 宮城健太郎
- 平石徳子 (内閣官房副長官)- 余貴美子

### スタッフ（第1作）
- 監督 - 河毛俊作（フジテレビ）#1.2.5.8、小林義則（共同テレビ）#3.4、若松節朗（共同テレビ）#6、小椋久雄（共同テレビ）#7
- 脚本 - 井上由美子
- 音楽 - 佐藤直紀
- エンディングテーマ - トニー・ベネット「The Good Life」
- プロデュース - 小椋久雄
- 制作協力 - 共同テレビ
- 製作著作 - WOWOW

### 放送

#### 放送時間

##### 通常放送
- 本放送 日曜22:00 - 23:00（初回は無料放送）
- 再放送 日曜12:00 - 13:00（初回は無料放送）

##### 特例放送
- 再放送（初回のみ）
  - 水曜13:00 - 14:00（無料放送）
  - 金曜21:10 - 22:10（無料放送）

- 一挙放送 14:00 - 15:00（5月19日 - 5月23日）（有料放送）

- ダイジェスト版
  - 『まだ間に合う連続ドラマW「パンドラ」』19:15 - 19:30（5月1日）（無料放送）

### 受賞歴（第1作）
- 第46回ギャラクシー賞 テレビ部門 奨励賞
- 東京ドラマアウォード2008作品賞 グランプリ（連続ドラマ）[5]
- 平成20年日本民間放送連盟賞 テレビドラマ番組部門 優秀賞
- 第25回（2008年）ATP賞テレビグランプリ ドラマ部門 優秀賞

## パンドラII 飢餓列島
『パンドラII 飢餓列島』は、WOWOWの連続ドラマW枠で2010年4月18日から5月30日まで放送された連続テレビドラマ。全7話。
世界的な食糧危機が迫る中、遺伝子組み換え技術によって開発された作物をめぐり、あらゆる災難が起こる。

### あらすじ（第2作）
農学博士・鈴木護は、長年の研究の末に、通常の4倍の速さで成長するトウモロコシを開発する。しかし、それにより国内の食糧危機への対応に迫まられる政治家や、利益を追求する実業家の欲望や陰謀の渦に、開発者の鈴木自身にも巻き込まれていく。

### キャスト（第2作）
- 鈴木護（農学博士） - 佐藤浩市
- 大倉均（鈴木の助手） - 北村有起哉
- 今川咲子（外科医・鈴木とは元夫婦・周子の友人） - 霧島れいか
- 吉良英彦（キラーズ社社長） - 勝村政信
- 滝口詩織（吉良の秘書） - 水川あさみ
- 謎の男 - 温水洋一
- 八木沢周子（警視庁捜査一課刑事）- 鈴木京香
- 内海壮太（捜査一課長） - 永倉大輔
- 磯田俊介（捜査一課刑事） - TETSUYA
- 熊谷治作（鑑識官） - 半海一晃
- 太刀川春夫（毎朝新聞記者） - 山本耕史
- 平石徳子（内閣総理大臣） - 余貴美子
- 武藤忠雄（内閣官房長官） - 宅麻伸
- 川久保光悦（農水大臣（副総理）） - 勝部演之
- 水野玲一（経産大臣） - 小川隆市
- 赤松大作（外務大臣） - 中平良夫

### スタッフ（第2作）
- 脚本 - 井上由美子
- 監督 - 河毛俊作、小林義則
- 音楽 - 佐藤直紀
- エンディングテーマ - トニー・ベネット「The Good Life」
- 製作著作 - WOWOW

## パンドラIII 革命前夜
『パンドラIII 革命前夜』は、WOWOWの連続ドラマW枠で2011年10月2日から11月20日まで放送された連続テレビドラマ。全8話。

### あらすじ（第3作）
内閣官房長官・湯田和路は、海上自衛隊潜水艦の遭難事件に対し、政府が事件を隠したことに悩み、自殺念慮に囚われるようになる。その頃、米国のニューボストン大学の日本人脳科学者・鈴木精二は、外科手術による自殺防止の治療法を発明し、湯田は鈴木の治療によって救われることになる。
ところが、湯田は治療によって人格が大きく変わってしまう。そして湯田の思わぬ行動により、日本全土を揺るがす8日間が幕を開ける。

### キャスト（第3作）
- 鈴木精二（ニューボストン大学教授・湯田恵理子の元夫） - 江口洋介
- 湯田和路（内閣官房長官） - 内野聖陽
- 神林洋介（警視庁捜査一課刑事） - 上川隆也
- 鏑木光太（海上自衛隊二等海佐） - 小澤征悦
- 川村翔子（元客室乗務員・神林と関係を持つ） - 板谷由夏
- 結城香恵（ホームレスの少女・松永と行動を共にする） - 福田麻由子
- 太刀川春夫（毎朝新聞記者） - 山本耕史
- 湯田恵理子（和路の妻） - 若村麻由美
- 湯田作之助（和路の父・元経団連会長） - 平幹二朗（特別出演）
- 松永昭一郎（政治犯） - 泉谷しげる
- 三枝達昭（内閣総理大臣） - 江守徹
- 丸子百合（フリージャーナリスト・太刀川の相談相手） - 矢田亜希子
- 山崎（湯田官房長官の秘書官） - 清水伸
- 新川啓吾（神林の後輩刑事） - 阿部亮平
- 湯田大輔（湯田夫妻の息子） - 渋谷龍生
- 新聞社部長（太刀川の上司） - 矢島健一
- 鴻池一（元内閣総理大臣） - 加藤武
- 市川（国家公安委員長） - 若松武史
- 米国人リポーター - ジェフリー・ロウ
- 公安部刑事（警視庁） - 神尾佑
- 病院長 - 森下哲夫
- 神林の元妻、殺人事件の被害者 - 桜田聖子
- その他 - 原康義、大滝寛、山口真司

### スタッフ（第3作）
- 脚本 - 井上由美子
- 監督 - 河毛俊作、小椋久雄
- 音楽 - 佐藤直紀
- エンディングテーマ - トニー・ベネット「The Good Life」
- 製作著作 - WOWOW

## パンドラ〜永遠の命〜
『パンドラ〜永遠の命〜』は、WOWOW「ドラマWスペシャル」として2014年4月27日に放送されたスペシャルドラマ。

### あらすじ（第4作）
優秀な医学者 鈴木元は、クローン技術の革新的な発見をする。だが、倫理上の問題から上司の榊原道隆から反対を受け衝突、大学の研究室を追われることになってしまう。
7年後、地方の医者となっていた鈴木は、探偵を使って探していた田代めぐみが遺体で見つかったことを知る。彼女には6歳の息子 田代新児がおり、奔放なめぐみとは10年近く音信不通だった妹の田代なつみが引き取ることになる。
突然現われた姉の息子との生活になじめず、経済的な事情もあり、なつみは病院で出会った父親を名乗る鈴木に、新児を預ける。だが、鈴木の新児への執着に違和感を覚え、なつみも同行を決意する。
一方、めぐみの死は他殺と思われ、捜査一課の警部補 黒岩忠嗣も鈴木に着目する。鈴木に関する聴取で黒岩と面会した榊原は、新児の存在を知り驚愕する。新児は、鈴木が発見した技術を使った“クローン人間”なのではと疑念を抱いたのだ。

### キャスト（第4作）
- 鈴木元 - 堺雅人
- 田代なつみ - 尾野真千子
- 塚越洋一 - 石黒賢
- 神宮悟 - 鈴木浩介
- 田代めぐみ - 伊藤歩
- 田代新児 - 髙橋來
- 坂下智也 - 福本伸一
- 木村和晴 - 郭智博
- 大泉竜作 - 中村敦夫
- 榊原道隆 - 伊武雅刀
- 黒岩忠嗣 - 高橋克実

### スタッフ（第4作）
- 脚本 - 井上由美子、河毛俊作
- 監督 - 河毛俊作
- 音楽 - 佐藤直紀
- プロデューサー - 青木泰憲、高橋萬彦
- 製作 - WOWOW、共同テレビ

## パンドラIV AI戦争
『パンドラIV AI戦争』は、WOWOWの連続ドラマW枠で2018年11月11日から12月16日まで放送された連続テレビドラマ。全6話。

### キャスト（第4作）
主要人物
- 鈴木哲郎（内科医、人工知能開発者） - 向井理
- 有薗直子（医師会会長） - 黒木瞳
- 橋詰奈美（看護師、AI診断担当） - 美村里江
- 東浩一郎（弁護士） - 三浦貴大
- 太刀川春夫（毎朝新聞記者） - 山本耕史
- 上野智津夫（心臓外科医） - 原田泰造
- 蒲生俊平（IT企業ノックスグループCEO） - 渡部篤郎

その他
- 横山新造（厚生労働大臣） - 升毅
- 鈴木春子（哲郎の母） - 鷲尾真知子
- 綿貫均（医師） - 川守田政人
- 内海春明（メディノックス医療センター院長） - 長谷川朝晴
- 木下和歌子（AI診断を受けた夫を亡くした妻） - 岡本玲

### スタッフ（第4作）
- 脚本 - 井上由美子
- 監督 - 河毛俊作、村上正典
- 音楽 - 佐藤直紀
- プロデューサー - 青木泰憲、高橋萬彦
- エンディングテーマ - トニー・ベネット「The Good Life」
- 制作協力 - 共同テレビ
- 製作著作 - WOWOW

### 受賞歴（第4作）
- 第9回衛星放送協会オリジナル番組アワード ドラマ番組部門 最優秀賞[6]

## 放送日程
| パンドラ             | パンドラ       | パンドラ | パンドラ |
| 放送回               | 放送日         | 監督     | テーマ   |
| -------------------- | -------------- | -------- | -------- |
| 第1回                | 2008年04月06日 | 河毛俊作 | 発見     |
| 第2回                | 2008年04月13日 | 河毛俊作 | 欲望     |
| 第3回                | 2008年04月20日 | 小林義則 | 裏切り   |
| 第4回                | 2008年04月27日 | 小林義則 | 罪       |
| 第5回                | 2008年05月04日 | 河毛俊作 | 罠       |
| 第6回                | 2008年05月11日 | 若松節朗 | 怒り     |
| 第7回                | 2008年05月18日 | 小椋久雄 | 死       |
| 最終回               | 2008年05月25日 | 河毛俊作 | 愛       |
| パンドラII 飢餓列島  |                |          |          |
| 放送回               | 放送日         | 監督     | テーマ   |
| 第1回                | 2010年04月18日 |          |          |
| 第2回                | 2010年04月25日 |          |          |
| 第3回                | 2010年05月02日 |          |          |
| 第4回                | 2010年05月09日 |          |          |
| 第5回                | 2010年05月16日 |          |          |
| 第6回                | 2010年05月23日 |          |          |
| 最終回               | 2010年05月30日 |          |          |
| パンドラIII 革命前夜 |                |          |          |
| 放送回               | 放送日         | 監督     | テーマ   |
| 第1回                | 2011年10月02日 |          |          |
| 第2回                | 2011年10月09日 |          |          |
| 第3回                | 2011年10月16日 |          |          |
| 第4回                | 2011年10月23日 |          |          |
| 第5回                | 2011年10月30日 |          |          |
| 第6回                | 2011年11月06日 |          |          |
| 第7回                | 2011年11月13日 |          |          |
| 最終回               | 2011年11月20日 |          |          |
| パンドラ〜永遠の命〜 |                |          |          |
| 放送回               | 放送日         | 監督     | テーマ   |
| 全1回                | 2014年04月27日 | 河毛俊作 | クローン |
| パンドラIV AI戦争    |                |          |          |
| 放送回               | 放送日         | 監督     | テーマ   |
| 第1回                | 2018年11月11日 |          |          |
| 第2回                | 2018年11月18日 |          |          |
| 第3回                | 2018年11月25日 |          |          |
| 第4回                | 2018年12月02日 |          |          |
| 第5回                | 2018年12月09日 |          |          |
| 最終回               | 2018年12月16日 |          |          |